# Mistrzostwa Świata w Kolarstwie Przełajowym 1961
12. Mistrzostwa Świata w Kolarstwie Przełajowym 1961 odbyły się w zachodnioniemieckim mieście Hanower, 19 lutego 1961 roku. Rozegrano tylko wyścig mężczyzn w kategorii zawodowców.

## Medaliści
| Konkurencja:               | Złoto:         | Czas      | Srebro:      | Czas     | Brąz:           | Czas     |
| Klasyfikacja mężczyzn      |                |           |              |          |                 |          |
| Zawodowcy (19 lutego 1961) | Rolf Wolfshohl | 1:04:26 h | Renato Longo | + 0:14 m | André Dufraisse | + 1:28 m |

## Szczegóły
| Medal | Zawodnik               | Narodowość | Czas      |
| ----- | ---------------------- | ---------- | --------- |
|       | Rolf Wolfshohl         | RFN        | 1:04:26 h |
|       | Renato Longo           | Włochy     | + 0:14    |
|       | André Dufraisse        | Francja    | + 1:28    |
| 4     | Pierre Kumps           | Belgia     | + 1:34    |
| 5     | Roger De Clercq        | Belgia     | + 1:49    |
| 6     | Amerigo Severini       | Włochy     | + 2:24    |
| 7     | Firmin Van Kerrebroeck | Belgia     | + 2:31    |
| 8     | José Luis Talamillo    | Hiszpania  | + 3:14    |
| 9     | Albert Van Damme       | Belgia     | + 3:16    |
| 10    | Emmanuel Plattner      | Szwajcaria | + 3:27    |

## Tabela medalowa
| Miejsce | Państwo |   |   |   |   |
| ------- | ------- | - | - | - | - |
| 1.      | RFN     | 1 | 0 | 0 | 1 |
| 2.      | Włochy  | 0 | 1 | 0 | 1 |
| 3.      | Francja | 0 | 0 | 1 | 1 |